# Frans De Haes
Frans De Haes, född 28 juli 1899, död 4 november 1923, var en belgisk tyngdlyftare.
Han blev olympisk guldmedaljör i 60-kilosklassen i tyngdlyftning vid sommarspelen 1920 i Antwerpen.